# 哈尔齐兹克市镇
哈尔齐兹克市级市镇（烏克蘭語：Харцизька міська громада）是乌克兰顿涅茨克州顿涅茨克区的市镇，行政中心为哈尔齐兹克。

## 居民点
该市镇包括两个城市（哈尔齐兹克、祖赫雷斯）、10个镇和6个村庄。
- 部分镇：布拉霍达特内、希爾內、祖伊夫卡、米科拉伊夫卡、波克羅夫卡、特羅伊茨科-哈爾齊茲克、沙赫特內、希羅凱